# 加里宁斯卡亚区

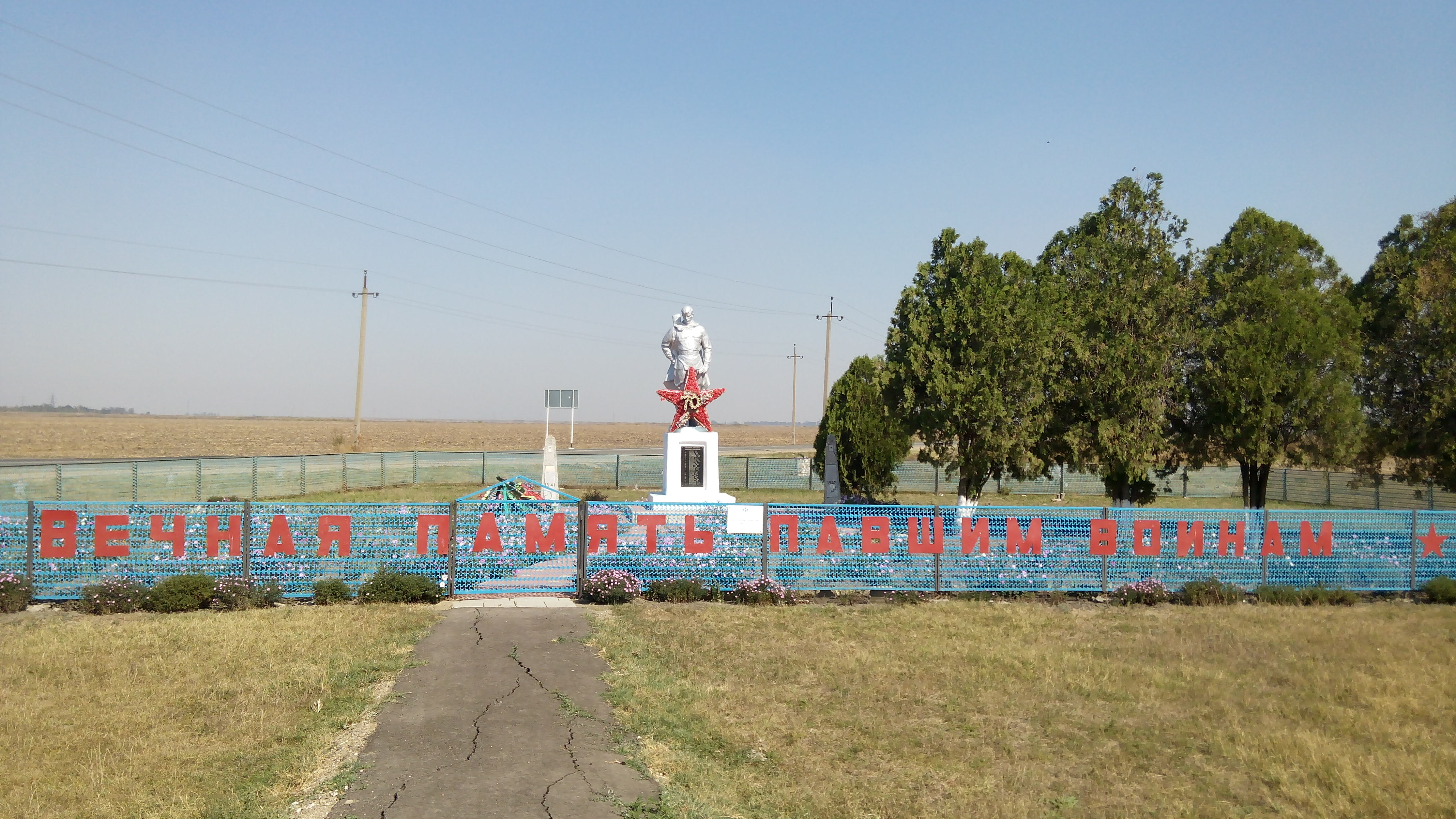

45°29′23″N 38°40′30″E / 45.48972°N 38.67500°E
加里寧斯卡亞區（俄语：Калининский район），是俄羅斯的一個區，位於該國西南部，由克拉斯諾達爾邊疆區負責管轄，面積1,516平方公里，2010年人口50,691，人口密度每平方公里33.44人。